# Callionymus aagilis
Callionymus aagilis är en fiskart som beskrevs av Fricke, 1999. Callionymus aagilis ingår i släktet Callionymus och familjen sjökocksfiskar. Inga underarter finns listade.